# La Gripperie-Saint-Symphorien
La Gripperie-Saint-Symphorien település Franciaországban, Charente-Maritime megyében. Lakosainak száma 598 fő (2022. január 1.). La Gripperie-Saint-Symphorien Champagne, Sainte-Gemme, Saint-Jean-d’Angle, Saint-Just-Luzac és Saint-Sornin községekkel határos.

## Népesség
A település népességének változása:
| Lakosok száma | 331  | 364  | 402  | 446  | 588  | 597  | 593  | 587  | 585  | 598  |
|               | 1968 | 1982 | 1990 | 2006 | 2013 | 2015 | 2017 | 2019 | 2020 | 2022 |